# Таліс Міллерс
Таліс Міллерс (латис. Tālis Millers; в радянських документах Таліс Нікласович Міллер; 4 січня 1929, Унгурмуйзька волость, Латвія — 17 серпня 2022, Рига) — радянський та латвійський хімік. Президент АН Латвії (1994—1998).

## Біографія
Народився 4 січня 1929 року в Унгурмуйзькій волості. У 1952 році закінчив хімічний факультет Латвійського університету. У 1962 році захистив докторську роботу з хімії в Ризькому політехнічному інституті. У 1954 році почав працювати в Інституті неорганічної хімії АН Латвії, у 1984—1997 роках керував ним. Із 1992 по 1994 рік і з 1998 по 2001 рік — віце-президент АН Латвії, з 1994 по 1998 рік обіймав посаду президента АН Латвії. У 1980 році нагороджений Державною премією Латвійської РСР. Із 1993 по 1994 рік — голова ради Латвійської вищої освіти. У 1998 році нагороджений найвищою нагородою Латвії — орденом Трьох зірок (ІІІ ступеня). У 1996 році отримав премію С. Гіллера від Академії наук Латвії, а в 2002 році удостоєний Великої медалі АН Латвії.
Емерит. Доктор хімічних наук (Ризький політехнічний інститут, 1962). Професор (1994). Дійсний член АН Латвії. Керівник Інституту неорганічної хімії АН Латвії (1984—1997). Президент АН Латвії (1994—1998). Головний редактор журналу «Latvijas Ķīmijas Žurnāls».
Автор досліджень неорганічних сполук плазми в хімії. Автор 300 наукових праць та 84 авторських посвідчень.
Помер 17 серпня 2022 року.

## Нагороди і премії
- Державна премія Латвійської РСР (1980)
- Премія С. Гіллера (1996)
- Велика медаль АН Латвії (2002)
- орден Трьох зірок ІІІ ступеня